# Angiari
Angiari település Olaszországban, Veneto régióban, Verona megyében. Lakosainak száma 2489 fő (2023. január 1.). Angiari Cerea, Legnago, Roverchiara, San Pietro di Morubio és Bonavigo községekkel határos.

## Népesség
A település népességének változása:
| Lakosok száma | 2274 | 2292 | 2489 |
|               | 2017 | 2018 | 2023 |